# なかよしの党
なかよしの党（なかよしのとう）は、日本の政治団体。旧称は女性党だが、中ピ連を母体として結成された日本女性党とは無関係。

## 概要
化粧品等の訪問販売会社であるアイスターの創業者西山栄一を中心とし当初「新しい時代をつくる党」の名称で結成され、同社関連企業や西山を教祖とする宗教法人『和豊帯の会』を支持母体としている。
1995年の第17回参議院議員通常選挙から2010年の第22回参議院議員通常選挙まで6回連続で参議院選挙に候補を擁立したが、いずれも落選している。旧称「女性党」の名の通り候補者はすべて女性であり、女性の政界進出・弱者保護・少子化対策・主婦感覚の政策などを掲げているが、男性も入党可能としている。ただし同党の候補者はアイスター関連企業・関連団体出身の女性で占められている。

## 政策
- 基本政策として「国会議員の半数を女性にする」を掲げていたが、フェミニズムやウーマンリブなど女性解放運動には基本的に関わりがなく、他団体との交流もない。
- 2010年に行われた参議院選挙の時点では、国会議員の厚遇の見直し、女性の就労支援とそれに関連して保育所不足による待機児童問題の解決などの主張を掲げた[4]。その一方、政見放送では「増税の前にやるべきことがある」と、消費税値上反対の主張に持ち時間の大半を割いた。また女性議員の割合が世界でもっと多いルワンダ共和国を例に挙げ、女性議員増加の必要性を訴えた。
- 以前はゴミの分別推進、年金改革、少子化対策として「トリプルファイブ」[5]などを提案していた。

## 沿革
- 1976年 - 株式会社『アイスター』設立
- 1980年 - 株式会社『アイスター商事』設立
- 1985年 - 宗教法人『和豊帯の会』の前身となる『理創教会』設立
- 1989年 - 党の前身となる『生活研究会』設立
- 1993年 - 『生活研究会』を改組し『新しい時代をつくる党』（略称：新時代党）として結党。初代代表は今野福子、幹事長は大塚明美。『理創教会』が『和豊帯の会』に改称。
- 1995年 - 『和豊帯の会』が千葉県から宗教法人認証取得。

7月の第17回参議院議員通常選挙では身近な環境問題を訴えて国政選に初挑戦。比例区に代表の今野と幹事長の大塚を含む7名を擁立、選挙区には15名の公認候補を擁立、顧客の人脈を活用し政策を訴えるも全員落選。
- 1996年 - 『女性党』に改称
- 1998年 - 7月の第18回参議院議員通常選挙では比例区に幹事長の篠原芙早子ら3名を擁立、選挙区には8名の公認候補を擁立するも全員落選。
- 2001年 - 12月の第19回参議院議員通常選挙では比例区に代表の町山恵子と幹事長の篠原の2名を擁立、選挙区には8名の公認候補を擁立するも全員落選。
- 2004年 - 7月の第20回参議院議員通常選挙では比例区に代表の町山を含む10名を公認候補を擁立、年金改革を訴えて98万9882票を獲得し存在感を見せた。同参院選における比例区の最低議席獲得票は約107万7658票[6]だったため、議席獲得まで8万7776票と迫った（比例1位は代表の町山）。選挙後に代表を篠原に交代。
- 2007年 - 7月の第21回参議院議員通常選挙では代表の篠原・幹事長の中山寛子を含む12名を公認候補として擁立、「永久平和」を掲げ少子化対策を重点政策とした。議席獲得は逃すも、約70万票を獲得。

2007年の時点でも同党のウェブサイトには党本部や各支部の住所・電話番号すら明記されていなかった（タウンページには掲載）。
- 2008年 - 年末までに候補者個人の政治団体の殆どを解散。公式ウェブサイトも閉鎖され活動休止状態になった。
- 2010年 - 2月、新代表に福井智代が就任。旧ドメインを再取得してウェブサイトを再構築し、今度は党本部の住所・電話番号を明記した。

7月の第22回参議院議員通常選挙では比例区に代表の福井・幹事長の石川敬子を含む10名を公認候補として擁立、約41万票を獲得するも全員落選。
- 2011年 - 『女性党』解党
- 2013年 - 3月22日、『なかよしの党』に改称し再結成。新代表にはアイスター商事代表取締役の鈴木弘子が就任。4月6日には党本部事務所を開設。

しかし7月の第23回参議院議員通常選挙では最終的に候補の擁立を見送る。
- 2016年 - 7月25日、『なかよしの党』解党[1]。

## 過去の選挙結果
| 選挙                     | 当選/候補者 | 定数 | 備考                             |
| ------------------------ | ----------- | ---- | -------------------------------- |
| 第17回参議院議員通常選挙 | 0/22        | 252  | 新しい時代をつくる党（新時代党） |
| 第18回参議院議員通常選挙 | 0/10        | 252  | 女性党                           |
| 第19回参議院議員通常選挙 | 0/10        | 247  | （同上）                         |
| 第20回参議院議員通常選挙 | 0/10        | 242  | （同上）                         |
| 第21回参議院議員通常選挙 | 0/12        | 242  | （同上）                         |
| 第22回参議院議員通常選挙 | 0/10        | 242  | （同上）                         |

### 参院選比例区
- 2001年以降の候補者は個人得票の多い順に記載。得票率は小数点第2位を切り捨て。

| 投票日        | 選挙内容                 | 候補者                                                                                              | 得票数    | 得票率 | 順位                     |
| ------------- | ------------------------ | --------------------------------------------------------------------------------------------------- | --------- | ------ | ------------------------ |
| 1995年7月23日 | 第17回参議院議員通常選挙 | 今野福子、鮎貝よし、大塚明美、香取文子、西川さよ子、 佐野みづえ、山森喜代美                         | 130,205票 | 0.3％  | 候補を擁立した23党中16位 |
| 1998年7月12日 | 第18回参議院議員通常選挙 | 篠原芙早子、前野智加子、上嶋憲子                                                                    | 690,506票 | 1.2％  | 候補を擁立した14党中9位  |
| 2001年7月29日 | 第19回参議院議員通常選挙 | 町山恵子、篠原                                                                                      | 469,693票 | 0.8％  | 候補を擁立した14党中11位 |
| 2004年7月11日 | 第20回参議院議員通常選挙 | 町山、辻元由美、篠原、宇和徳子、中山寛子、蔵田恵利子、 柴田恵子、井口ゆりえ、福井智代、早坂きくみ   | 989,882票 | 1.7％  | 候補を擁立した8党中6位   |
| 2007年7月29日 | 第21回参議院議員通常選挙 | 篠原、中山、町山、福井、竹内恵美子、吉山英美、 篠原真結、藤田幸代、西尾美春、早坂、斎藤みゑ子、蔵田 | 673,591票 | 1.1％  | 候補を擁立した11党中8位  |
| 2010年7月11日 | 第22回参議院議員通常選挙 | 福井、石川敬子、永井久美子、塚本直子、矢野洋子、 竹内恵美子、清水美代子、片岡佳世子、佐藤雅子、吉山 | 414,962票 | 0.7％  | 候補を擁立した12党中11位 |

### 参院選選挙区
| 投票日         | 選挙内容                   | 候補者       | 得票数    | 得票率 | 順位                | 備考     |
| -------------- | -------------------------- | ------------ | --------- | ------ | ------------------- | -------- |
| 1995年7月26日  | 第17回参院選北海道選挙区   | 吉野悦子     | 40,106票  | 2.0％  | 立候補者6人中5位    | 新時代党 |
| 2001年12月18日 | 第19回参院選北海道選挙区   | 松村多美子   | 87,597票  | 3.5％  | 立候補者10人中6位   | 女性党   |
| 1995年7月26日  | 第17回参院選宮城県選挙区   | 石郷岡百合子 | 23,792票  | 3.4％  | 立候補者5人中最下位 | 新時代党 |
| 1998年7月12日  | 第18回参院選宮城県選挙区   | 早坂きくみ   | 21,330票  | 2.3％  | 立候補者9人中8位    | 女性党   |
| 1995年7月26日  | 第17回参院選福島県選挙区   | 谷田栄子     | 18,651票  | 2.3％  | 立候補者5人中最下位 | 新時代党 |
| 1995年7月26日  | 第17回参院選茨城県選挙区   | 吉岡万理子   | 23,194票  | 2.9％  | 立候補者6人中5位    | 新時代党 |
| 1998年7月12日  | 第18回参院選茨城県選挙区   | 吉岡万理子   | 62,220票  | 5.6％  | 立候補者9人中6位    | 女性党   |
| 2001年12月18日 | 第19回参院選茨城県選挙区   | 吉岡万理子   | 62,822票  | 5.7％  | 立候補者7人中5位    | 女性党   |
| 1995年7月26日  | 第17回参院選栃木県選挙区   | 芦沢喜美恵   | 26,487票  | 5.1％  | 立候補者4人中最下位 | 新時代党 |
| 1995年7月26日  | 第17回参院選埼玉県選挙区   | 奥貫東至子   | 18,484票  | 1.0％  | 立候補者10人中7位   | 新時代党 |
| 1995年7月26日  | 第17回参院選千葉県選挙区   | 前野智加子   | 32,097票  | 2.0％  | 立候補者8人中6位    | 新時代党 |
| 1998年7月12日  | 第18回参院選千葉県選挙区   | 町山恵子     | 117,169票 | 5.0％  | 立候補者7人中4位    | 女性党   |
| 1995年7月26日  | 第17回参院選東京都選挙区   | 鈴木弘子     | 14,588票  | 0.4％  | 立候補者72人中11位  | 新時代党 |
| 1998年7月12日  | 第18回参院選東京都選挙区   | 鈴木弘子     | 43,325票  | 0.8％  | 立候補者23人中9位   | 女性党   |
| 2001年12月18日 | 第19回参院選東京都選挙区   | 五十嵐華子   | 89,037票  | 1.1％  | 立候補者15人中11位  | 女性党   |
| 1995年7月26日  | 第17回参院選神奈川県選挙区 | 宮崎まり子   | 25,901票  | 1.0％  | 立候補者14人中8位   | 新時代党 |
| 2001年12月18日 | 第19回参院選神奈川県選挙区 | 蔵田恵利子   | 81,810票  | 2.2％  | 立候補者11人中7位   | 女性党   |
| 1995年7月26日  | 第17回参院選静岡県選挙区   | 土居和子     | 49,855票  | 5.5％  | 立候補者6人中5位    | 新時代党 |
| 2001年12月18日 | 第19回参院選静岡県選挙区   | 鈴木弘子     | 96,482票  | 1.1％  | 立候補者15人中11位  | 女性党   |
| 1995年7月26日  | 第17回参院選愛知県選挙区   | 川口捷子     | 10,224票  | 0.5％  | 立候補者49人中7位   | 新時代党 |
| 1998年7月12日  | 第18回参院選愛知県選挙区   | 五十嵐知江子 | 45,018票  | 1.6％  | 立候補者16人中9位   | 女性党   |
| 1995年7月26日  | 第17回参院選大阪府選挙区   | 篠原芙早子   | 28,133票  | 1.2％  | 立候補者52人中6位   | 新時代党 |
| 1998年7月12日  | 第18回参院選大阪府選挙区   | 土居和子     | 29,521票  | 0.7％  | 立候補者13人中7位   | 女性党   |
| 2001年12月18日 | 第19回参院選大阪府選挙区   | 土居和子     | 101,449票 | 2.8％  | 立候補者11人中7位   | 女性党   |
| 1995年7月26日  | 第17回参院選兵庫県選挙区   | 向山操       | 21,320票  | 1.3％  | 立候補者7人中6位    | 新時代党 |
| 2001年12月18日 | 第19回参院選兵庫県選挙区   | 高田愛子     | 136,782票 | 6.1％  | 立候補者8人中5位    | 女性党   |
| 1995年7月26日  | 第17回参院選広島県選挙区   | 木本好美     | 25,735票  | 2.9％  | 立候補者5人中最下位 | 新時代党 |
| 1995年7月26日  | 第17回参院選福岡県選挙区   | 藤田幸代     | 21,895票  | 1.4％  | 立候補者6人中最下位 | 新時代党 |
| 1998年7月12日  | 第18回参院選福岡県選挙区   | 亀元由紀美   | 60,349票  | 2.9％  | 立候補者8人中5位    | 女性党   |
| 2001年12月18日 | 第19回参院選福岡県選挙区   | 亀元由紀美   | 76,174票  | 3.9％  | 立候補者8人中7位    | 女性党   |

## 党代表の一覧
| 代 | 党代表 | 党代表     | 就任      | 退任      | 出馬した選挙                                                                                     |  |
| -- | ------ | ---------- | --------- | --------- | ------------------------------------------------------------------------------------------------ |  |
| 1  |        | 今野福子   | 1993年    | 1998年    | 1995年参院選（比例区）                                                                           |  |
| 2  |        | 高橋イシ子 | 1998年    | 2001年    | -                                                                                                |  |
| 3  |        | 町山恵子   | 2001年    | 2004年    | 1998年参院選（選挙区）、2001年参院選、2004年参院選、2007年参院選（いずれも比例区）               |  |
| 4  |        | 篠原芙早子 | 2004年    | 2010年2月 | 1995年参院選（選挙区）、1998年参院選、2001年参院選、2004年参院選、2007年参院選（いずれも比例区） |  |
| 5  |        | 福井智代   | 2010年2月 | 2011年    | 2004年参院選、2007年参院選、2011年参院選（いずれも比例区）                                       |  |
| 6  |        | 鈴木弘子   | 2013年3月 | 2016年    | 1995年参院選、1998年参院選、2001年参院選（いずれも選挙区）                                       |  |